# Alter Friedhof Saarlouis

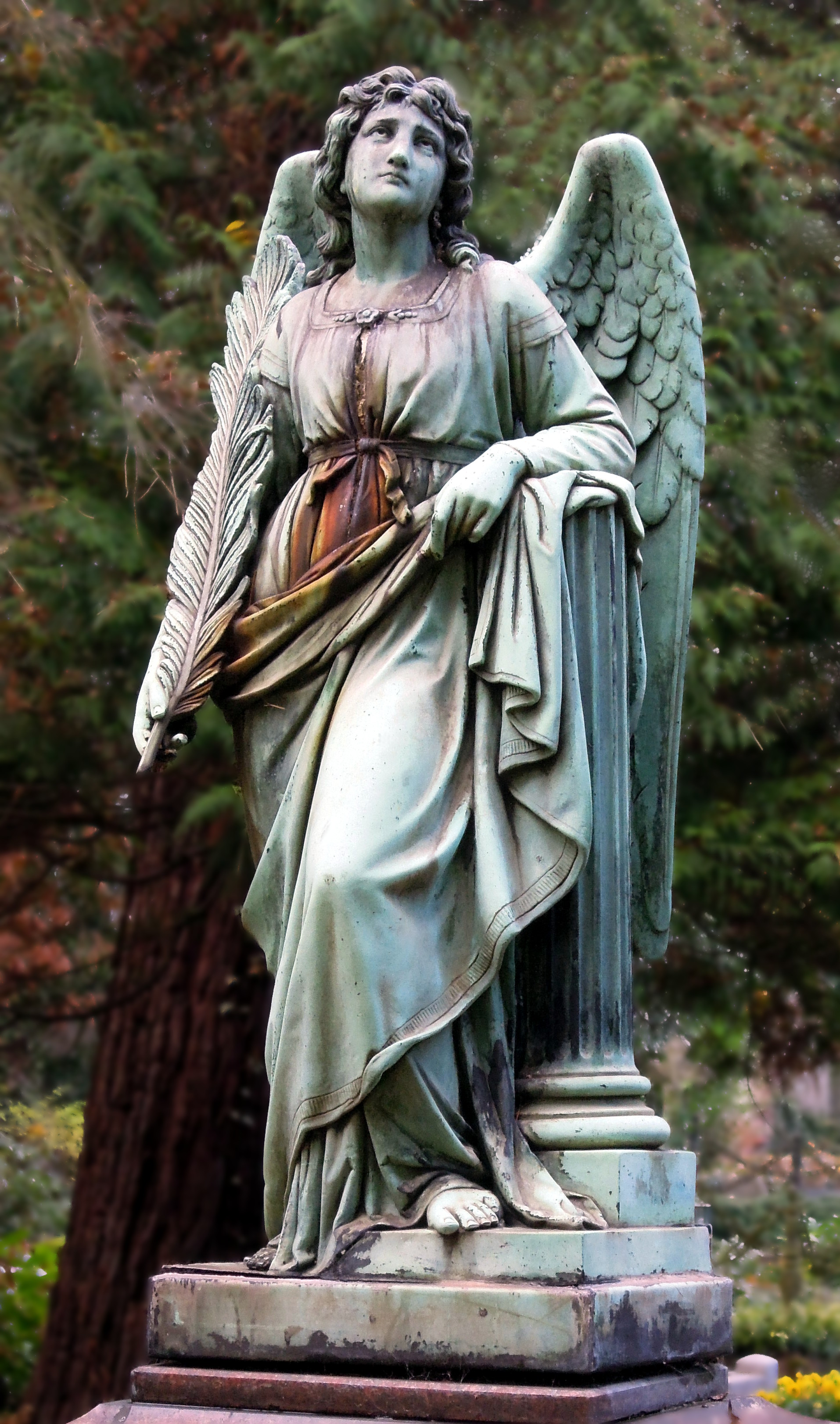
Bronzeengel

Der Alte Friedhof Saarlouis liegt südlich der Walter-Bloch-Straße und wurde im Jahr 1773 angelegt. Er ist ca. 300 m lang und hat eine Fläche von 1,7 Hektar. Der heute unter Denkmalschutz stehende Friedhof wurde mehrfach erweitert und wird bis heute belegt. Es befinden sich dort über 600 Gräber, davon 131 auf dem jüdischen Teil, auf dem im Jahr 1997 die vorerst letzte Beisetzung stattfand.

## Geschichte

### Pfarrfriedhöfe

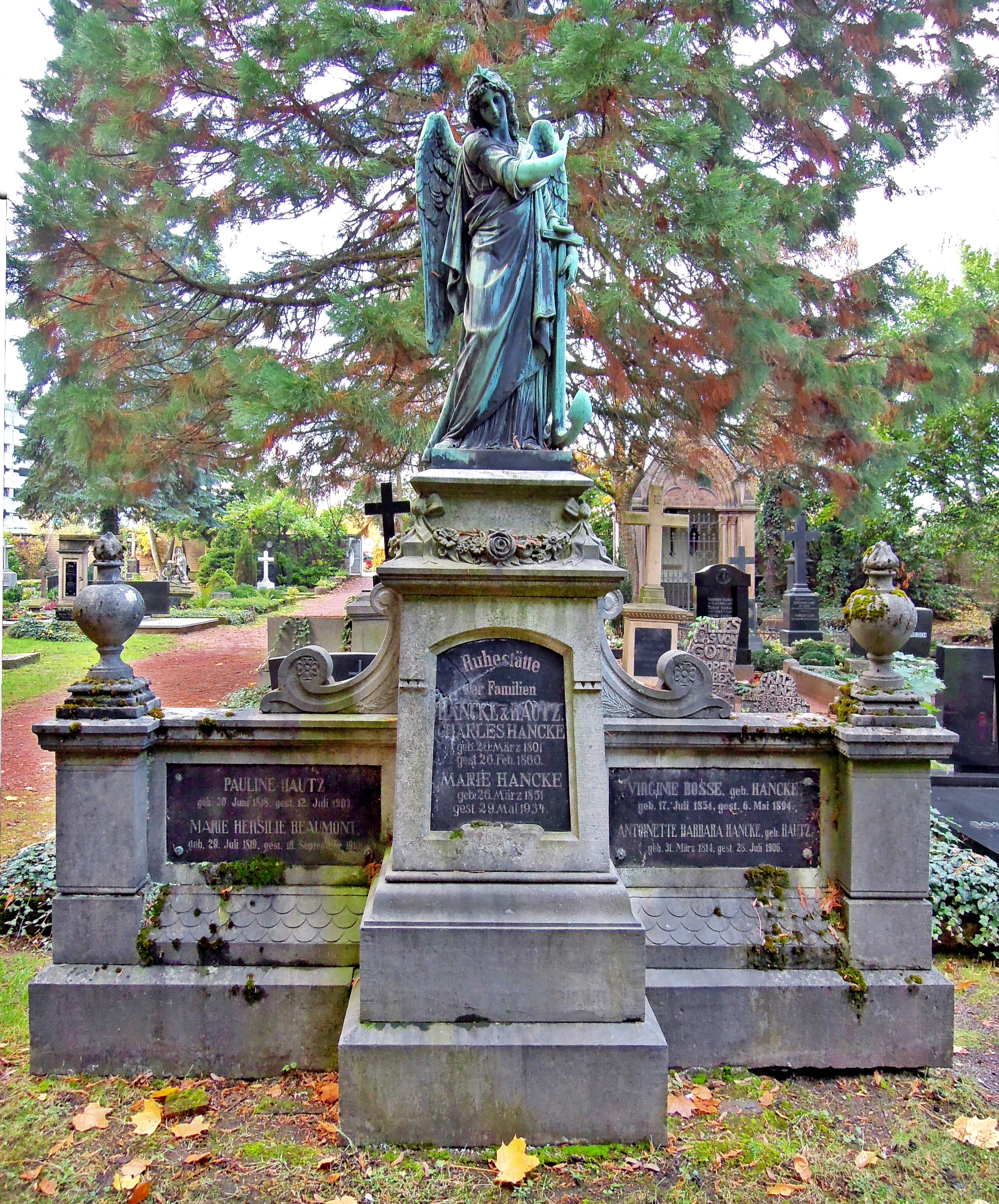
Saarlouis, Alter Friedhof
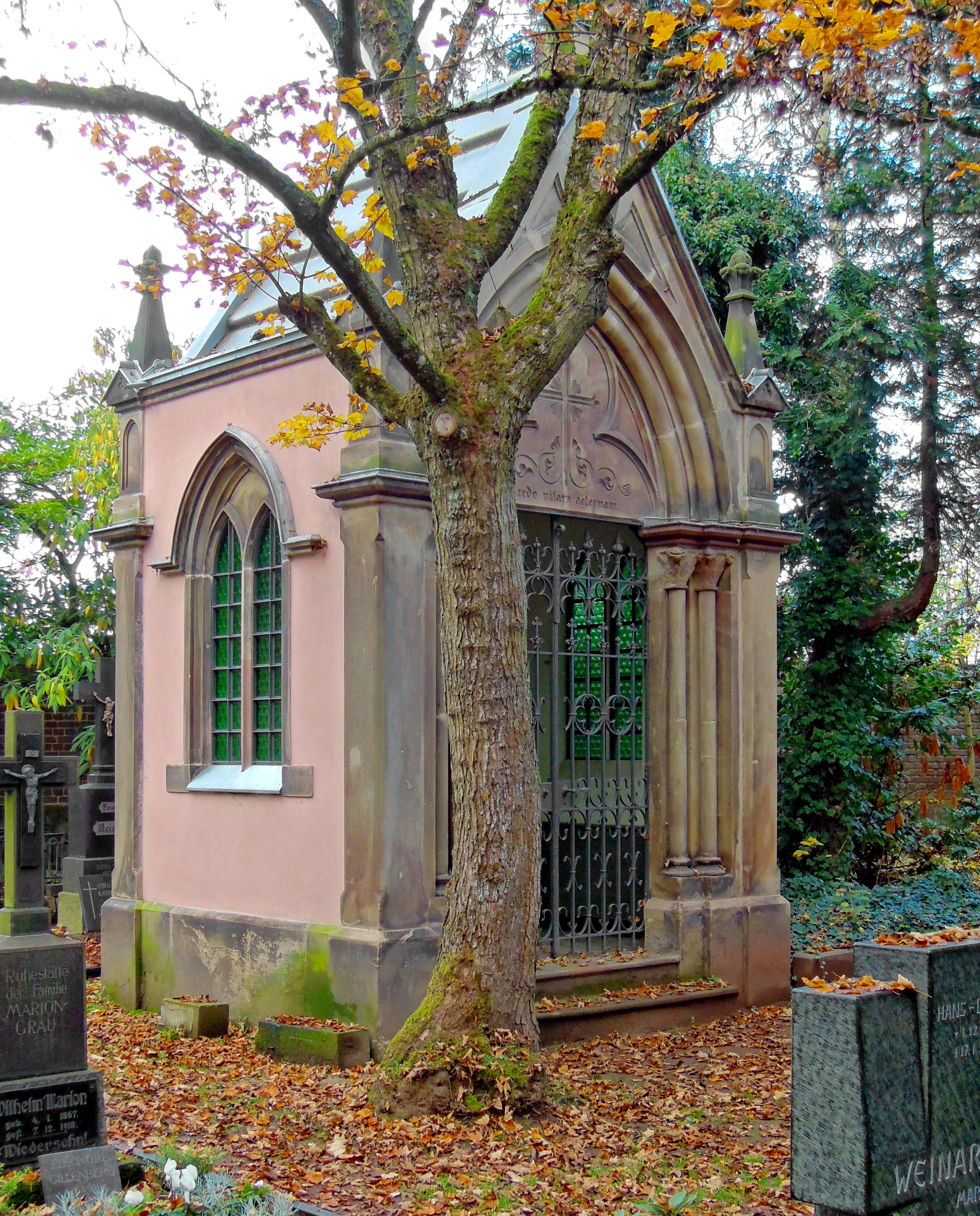
Saarlouis, Alter Friedhof
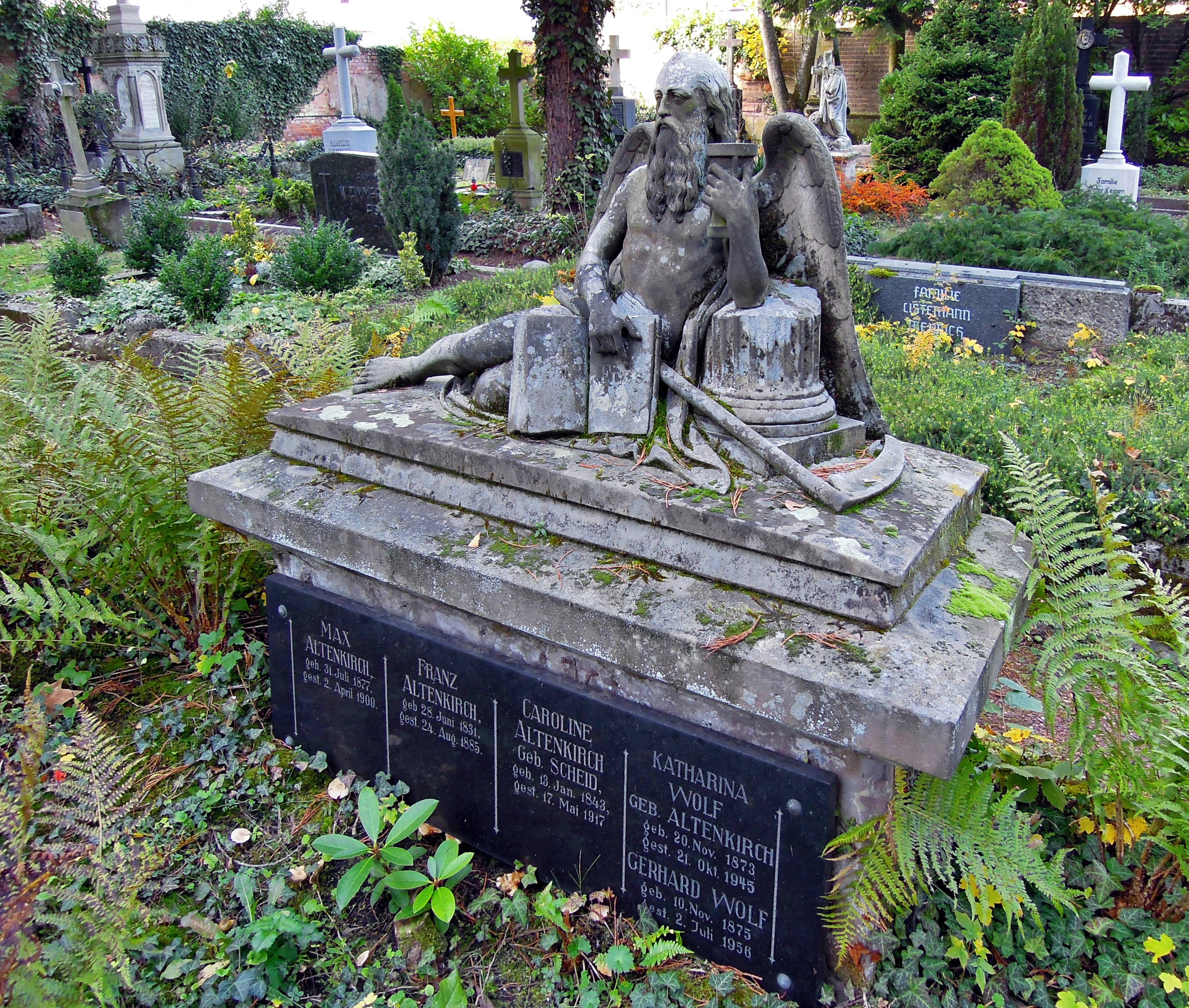
Saarlouis, Alter Friedhof
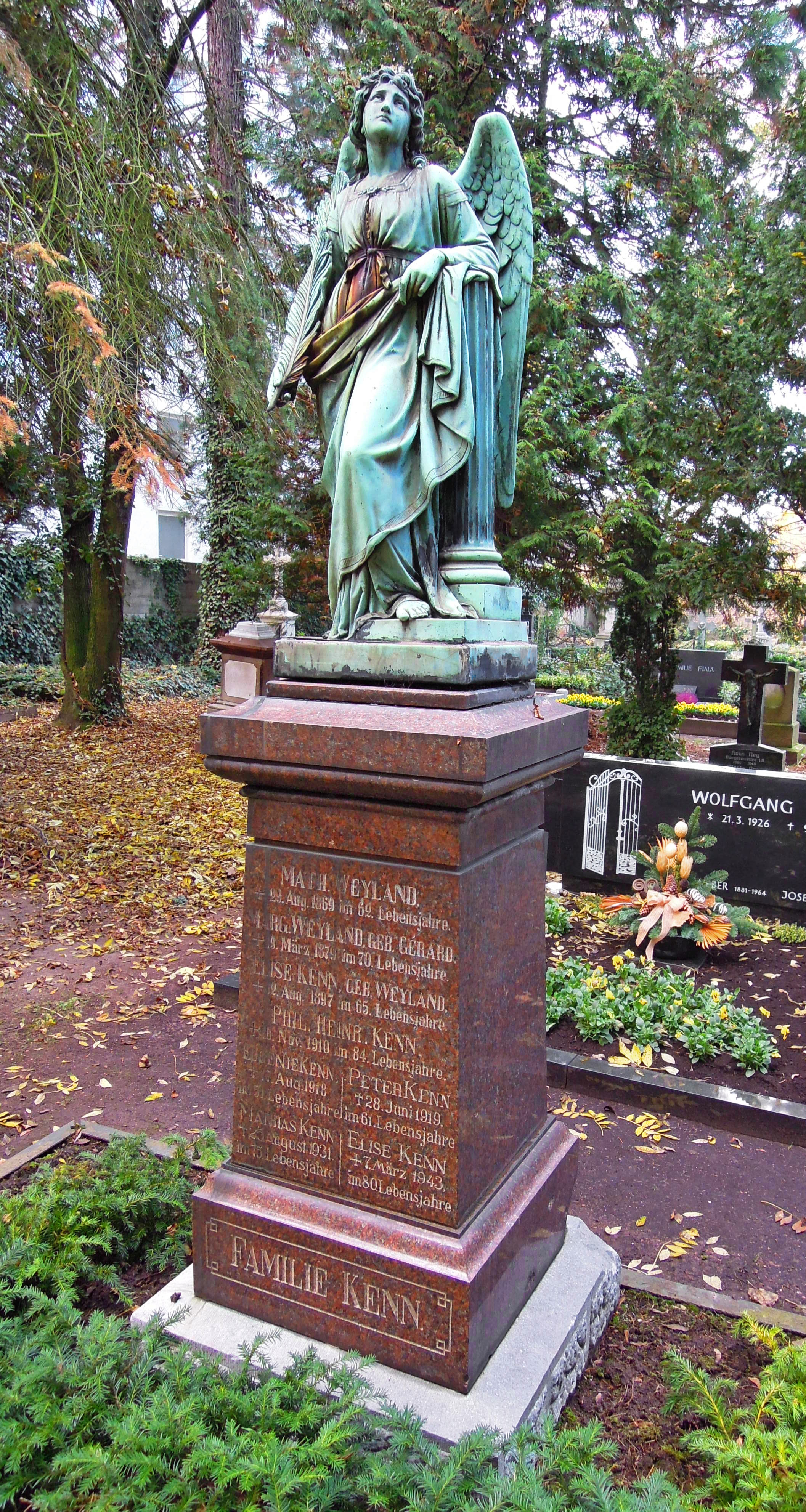
Saarlouis, Alter Friedhof

Nach der Gründung der Stadt Saarlouis diente das Kircheninnere der Saarlouiser Kirche St. Ludwig und St. Peter und Paul auch als Begräbnisstätte der Bürger der Festungsstadt an der Saar. Ein erster Friedhof wurde am 17. Juli 1685 durch Pater Gargan in den äußeren Werken des Brückenkopfes vor dem Deutschen Tor eingerichtet. Später diente dieser Friedhof nur noch als Grablege für Militärangehörige. So wollte man im Jahr 1691 einen neuen Friedhof rings um die Kirche anlegen, gab dieses Vorhaben aber aus Platzgründen bald wieder auf. Für Mönche und Bürger wurde auch ein Friedhof hinter dem in den Jahren zwischen 1693 und 1696 erbauten Augustinerkloster (heute Gelände des Saarlouiser Canisianums) angelegt. Hier musste man als Bürger allerdings für Grabstätten bezahlen. Für alle übrigen Bürger gab es seit dem Jahr 1714 einen Friedhof mit Kapelle und Totenhaus an der Stelle der früheren Reitbahn (Kaserne 2 und 4). Aus Gründen der Hygiene wurde dieser Friedhof im Jahr 1773 durch Verordnung der städtischen Behörden aufgegeben und der jetzige "Alte Friedhof" (Neubelegung im Jahr 1997 beendet) vor dem Französischen Tor angelegt. Auf Anweisung des Trierer Weihbischofes Johann Nikolaus von Hontheim wurden alle für die ehemalige Friedhofskapelle getätigten Stiftung auf den Hauptaltar der Ludwigskirche übertragen.
Stadtbewohner evangelischer Konfession, die mit dem Übergang der Festung an das Königreich Preußen zuzogen, wurden anfangs auf dem Garnisonskirchhof bestattet. Dieser Friedhof war auch für die Beerdigung von katholischen Militärangehörigen geweiht worden. Im Jahr 1850 kam es wegen der Besitzrechte des Friedhofes zum Streit zwischen der Stadt und der Pfarrei. Eine Einigung konnte nicht erreicht werden. Durch eine Stiftung des Prälaten de Bervanger und dessen Bruder im Jahr 1837 in Höhe von 321 Talern konnte auf dem Friedhof eine Leichenhalle gebaut werden, die im Eigentum der Kirche bleiben sollte. Auch Andersgläubige konnten hier aufgebahrt werden. Die Halle diente darüber hinaus dem Totengräber und dessen Familie als Wohnung.
Der "Neue Friedhof" am Soutyhof wurde am 29. Mai 1921 eingeweiht.
Im Lauf der Geschichte des heutigen "Alten Friedhofs" sind mehrere Teile entstanden. Der früheste "Historische Teil" wurde im 19. Jahrhundert zunächst durch den "Allgemeinen Teil", gefolgt von dem "Garnisonsfriedhof" erweitert. Der Garnisonsfriedhof erinnert an die Gefallenen des Deutsch-Französischen Krieges und der beiden Weltkriege. Bei der Errichtung der Gräber wurde nicht nach Nationalität oder Dienstgrad unterschieden. Deutsche, russische, italienische und französische Soldaten liegen nebeneinander. Neben Mannschaftsdienstgraden sind auch die Generäle Edmund Wild und Karl Ferdinand von Langen beigesetzt. Zum Gedenken an die 87 Opfer der Explosion der Redoute Choisy wurde ein Denkmal errichtet. Bei dem Unglück vom 14. September 1916 explodierte ein Munitionslager der Trainkaserne und forderte 96 Tote und mehr als 100 Verletzte. 1905 erfolgte die südlich gelegene Erweiterung um den 131 Gräber umfassenden "Israelitischen Friedhof". Bis dahin wurden die Saarlouiser Juden auf dem Dieffler Friedhof beigesetzt. Im hinteren Teil erinnern einige kreisförmig gesetzte Steine an die Synagoge. Der "Förderverein zur Denkmalpflege auf dem Alten Friedhof Saarlouis e.V." setzt sich für die Erhaltung des Friedhofs ein. Der Friedhof ist nicht zu verwechseln mit dem sich im Saarlouiser Stadtteil Fraulautern befindenden Alten Friedhof.

## Beigesetzte bekannte Persönlichkeiten
- Michel Reneauld (1760–1826), Divisionsgeneral unter Napoleon, Oberbürgermeister
- Karl Marx (1897–1966), Begründer der Allgemeinen Jüdischen Wochenzeitung
- Richard Nospers (1948–2009), Oberbürgermeister von Saarlouis
- Ottmar Schreiner (1946–2013), deutscher Politiker

## Belege
1. ↑  Der Künstler des 117 cm hohen Bronzeengels ist nicht bekannt. Die Herstellung erfolgte um das Jahr 1900 von der Firma WMF-Geislingen/Steige (Interne WMF-Katalognummer 722). Im Jahr 2016 hat der Förderverein Alter Friedhof den Engel durch die Firma Haber und Brandner, Regensburg, völlig überarbeiten lassen, weil das innere Gerüst mit Gipsfüllung und Eisenarmierung irreparabel war. Der Metallmantel aus Kupfer-Kerngalvano wurde gereinigt, ergänzt und neu verlötet.
Über die Restaurierung einer WMF-Katalogfigur vergleiche: A. Doktor, B. Meißner, M. Mach: Galvanoplastiken – chemische Analyse und Restaurierung. In Bronze- und Galvanoplastik. Arbeitsheft 5. Landesamt für Denkmalpflege Sachsen und Sachsen-Anhalt. S. 138ff.
2. ↑  www.alemannia-judaica.de
3. ↑  Georg Baltzer: Historische Notizen über die Stadt Saarlouis und deren unmittelbare Umgebung, Erster Teil: Historische Notizen über die Stadt Saarlouis, Zweiter Teil: Historische Notizen über die unmittelbare Umgebung von Saarlouis, Nachdruck der Ausgabe von 1865, Dillingen/Saar 1979, Teil 1, S. 113.
4. ↑  Gernot Karge und Hans Jörg Schu: Der Alte Friedhof Saarlouis – Seine Bedeutung, seine Geschichte, seine Grabmäler, Saarlouis 2008.
5. ↑  Georg Baltzer: Historische Notizen über die Stadt Saarlouis und deren unmittelbare Umgebung, Erster Teil: Historische Notizen über die Stadt Saarlouis, Zweiter Teil: Historische Notizen über die unmittelbare Umgebung von Saarlouis, Nachdruck der Ausgabe von 1865, Dillingen/Saar 1979, Teil 1, S. 113; Severin Delges: Geschichte der katholischen Pfarrei St. Ludwig in Saarlouis. Saarlouis-Lisdorf 1931, Erweiterung um einen zweiten Teil durch Heinrich Unkel im Jahr 1952, Erweiterung um einen dritten Teil durch Marga Blasius im Jahr 1985, Teil 1, S. 18–19, S. 92–93.
6. ↑  Katholisches Pfarramt St. Ludwig in Saarlouis (Hrsg.): St. Ludwig – Saarlouis, Erolzheim 1960, S. 6–7.
7. ↑  www.saarlouis.de (Memento vom 12. März 2013 im Internet Archive). Abgerufen am 7. April 2024.